# Magatzem d'olis Regàs
El Magatzem d'olis Regàs és un edifici modernista de Juli Maria Fossas situat a l'Hospitalet de Llobregat (Barcelonès) i protegit com a bé cultural d'interès local.

## Descripció
L'antic magatzem està format per una gran nau central i dos cossos laterals més petits. La nau central està coberta amb teulada a dues vessants de teula romana i les laterals amb terrat de rajola.
La façana és simètrica. Al centre s'obre una gran porta i per sobre hi ha tres grans finestres, la central més alta que les laterals. Als cossos laterals s'obren tres finestres similars a les anteriors. En tota la façana es juga amb les línies corbes en les motllures i les obertures. Els laterals estan coronats per una barana de ferro i el central per un frontó de línies corbes i motllures vegetals; al centre del frontó hi ha un medalló.

## Història
Aquest edifici es va construir l'any 1911 i és un projecte de l'arquitecte Juli M. Fossas.
Aquest magatzem va ser inicialment destinat a l'emmagatzemament de l'oli pertanyent a l'empresa Canaletes, i com a tal va funcionar fins que es va abandonar i romangué tancat uns anys. Actualment s'ha condicionat l'interior i restaurat l'exterior.